# Chapelle Saint-Jean-Baptiste de Berodeix
La chapelle Saint-Jean-Baptiste de Berodeix était une ancienne maison templière puis hospitalière, située au lieu-dit Béraudet dans l'actuelle commune de Suris, en Charente. Il n'en reste plus aucun vestige.

## Historique
Lorsqu'ils édifièrent la commanderie du Petit-Madieu, les Templiers fondèrent un oratoire « distant d'environ une lieue, appelé l'oratoire de Saint-Jean-de-Bérodèze ». Cette chapelle, située à Béraudet sur la commune de Suris, est édifiée à proximité immédiate de l'ancienne voie romaine de Limoges à Saintes. Cette voie était probablement encore empruntée au Moyen Âge par les pèlerins de Saint-Jacques-de-Compostelle, qui se rendaient nombreux du Limousin aux reliques de saint Eutrope à Saintes.
Cette chapelle est ainsi mentionnée Saint-Jean-de-Bérodèze à une époque indéterminée.
En 1312, à la dissolution des Templiers, la commanderie du Petit-Madieu et Berodeix passent aux Hospitaliers de l'ordre de Saint-Jean de Jérusalem.
En 1652, la « commanderie Saint-Jean-Baptiste », qui menace ruine, est fermée au public.
Un procès-verbal du 18 juillet 1768 détaille la chapelle de Berodeix en très mauvais état, « y voyant seulement les murs, la charpente et les vestiges d'un autel ». Elle fut vendue comme bien national à la Révolution.

## Description
Située près du lieu-dit Béraudet, à un kilomètre à l'ouest du bourg de Suris, il n'en reste plus actuellement aucun vestige.
Son emplacement est encore visible sur la carte de Cassini, au XVIIIe siècle, sous le vocable chapelle Saint-Jean. Elle avait aussi été localisée à l'ouest de Suris par le commandant de La Bastide,.
Charles Daras mentionne dans les années 1950 une parcelle nommée La Chapelle où il reste quelques pierres, « qui ont servi à empierrer la cour de la ferme voisine ».